# K. B. Andersen
Pour les articles homonymes, voir Andersen.
Knud Børge Andersen (plus connu comme K. B. Andersen), né le 1er décembre 1914 à Copenhague (Danemark) et mort le 23 mars 1984 dans la même ville, est un homme politique danois membre des Sociaux-démocrates, ancien ministre et ancien député au Parlement (le Folketing), assemblée qu'il présida.